# Boulton & Paul Partridge
Boulton & Paul P.33 Partridge là một loại máy bay tiêm kích hai tầng cánh của Anh.

## Tính năng kỹ chiến thuật
Dữ liệu lấy từ Brew 1993, tr. 212
Đặc điểm tổng quát
- Kíp lái: 1
- Chiều dài: 23 ft 1 in (7,04 m)
- Sải cánh: 35 ft 0 in (10,67 m)
- Chiều cao: 11 ft 0 in (3,35 m)
- Diện tích cánh: 311 ft2 (28,89 m2)
- Trọng lượng rỗng: 2.021 lb (917 kg)
- Trọng lượng có tải: 3.097 lb (1.405 kg)
- Động cơ: 1 × Bristol Jupiter VII, 440 hp (328 kW)

Hiệu suất bay
- Vận tốc cực đại: trên độ cao 10.000 ft (3.048 m) 167 mph (269 km/h)
- Trần bay: 28.950 ft (8.824 m)
- Vận tốc lên cao: lên độ cao 10.000 ft (3.048 m) 1.538 ft/min (7,82 m/s)

Vũ khí trang bị
- 2× Súng máy Vickerss 0.303 (7,7 mm)